# Liam Neeson
William John Neeson, dit Liam Neeson (prononcé en anglais : /ˈliːəm ˈniːsən/), né le 7 juin 1952 à Ballymena, Irlande du Nord (Royaume-Uni) est un acteur britannico-américain.
Il se fait connaître pour ses rôles d'hommes courageux et « révolutionnaires », interprétant notamment les rôles titres des films La Liste de Schindler (1993), Rob Roy (1995) ou encore Michael Collins (1996), ainsi que Jean Valjean dans Les Misérables (1998). Il devient par la suite une figure de mentor, étant tour à tour le Jedi Qui-Gon Jinn dans Star Wars, épisode I : La Menace fantôme en 1999, Godefroy d’Ibelin dans Kingdom of Heaven en 2005, le lion Aslan dans la trilogie Le Monde de Narnia entre 2005 et 2010, ou encore Ra's al Ghul dans deux volets de la trilogie The Dark Knight en 2005 et 2012. Durant cette période il joue notamment dans Gangs of New York (2002) de Martin Scorsese, K-19 : Le Piège des profondeurs (2002) de Kathryn Bigelow, Love Actually (2003) de Richard Curtis ou encore Dr Kinsey de Bill Condon (2004).
À la suite du film Taken sorti en 2008, il tourne de plus en plus dans des films d'action. S'il reprend le rôle de l'ancien agent de la CIA Bryan Mills dans les deux suites, il interprète notamment John « Hannibal » Smith en 2010 dans l'adaptation cinématographique L'Agence tous risques, tourne à quatre reprises pour Jaume Collet-Serra dans Sans identité (2011), Non-Stop (2014), Night Run (2015) et The Passenger (2018) et tient les principaux rôles des films Le Territoire des loups (2012), Balade entre les tombes (2014), Men in Black: International (2019) ou encore Ice Road (2021).
En parallèle, il continue de prêter son timbre de voix à différents personnages, comme à James dans le jeu vidéo Fallout 3 (2008) ou encore au « méchant flic » dans La Grande Aventure Lego (2014). Occasionnellement, il reprend de manière vocale le rôle de Qui-Gon Jinn. On l'entend ainsi en 2011 et 2014 dans la série d'animation The Clone Wars, en 2019 dans le film L'Ascension de Skywalker, ainsi que dans la série d'animation Tales of the Jedi en 2022. Cette même année, il reprend également le personnage devant la caméra dans la mini-série Obi-Wan Kenobi.
Le milieu des années 2010 le voit retourner vers un cinéma plus prestigieux, retrouvant quatorze ans après, Martin Scorsese dans Silence (2016), prêtant sa voix au monstre dans Quelques minutes après minuit (2016) de Juan Antonio Bayona, et apparaissant dans La Ballade de Buster Scruggs (2018) de Joel et Ethan Coen ainsi que dans Les Veuves (2018) de Steve McQueen. Seth MacFarlane lui offre la possibilité de montrer son côté comique en lui donnant le rôle de l'antagoniste de son film A Million Ways to Die in the West en 2014, puis en le faisant apparaitre dans plusieurs de ses œuvres le temps d'un caméo. En 2017, il incarne Mark Felt dans le biopic The Secret Man: Mark Felt, puis devient en 2022 le nouvel interprète du détective privé Philip Marlowe dans le film Marlowe. Entretemps, il tourne aux côtés de son fils (en) dans Made in Italy (2020).

## Biographie

### Jeunesse et formation
Né dans une famille irlandaise de confession catholique, Liam Neeson a grandi pendant le conflit nord-irlandais. Il a trois sœurs. Après ses études secondaires, il entre à Queen’s University de Belfast où il étudie la physique et l'informatique. Après un an, il quitte l'université pour travailler comme cariste pour la brasserie Guinness, puis il reprend les études en vue de devenir enseignant. Il suit des cours de théâtre et, en 1976, il rejoint le Lyric Theatre, Belfast (en), puis en 1978, rejoint l'Abbey Theatre de Dublin. Il fait ses débuts au cinéma en 1979 avec le film Christiana de Ken Anderson, un film éducatif religieux,,.
Il habite aux États-Unis depuis 1987, a été naturalisé américain en 2009 et possède donc les nationalités britannique et américaine. Lors de la promotion du film Taken, Liam Neeson a affirmé qu'il était professeur dans un collège avant de se lancer dans le cinéma, mais il a très vite arrêté ce métier, car il ne parvenait pas à tenir une classe. Il racontera dans une interview avoir dû frapper un élève de quinze ans l'ayant menacé d'un couteau, et cessé d'exercer par la suite.

### Vie privée
Il est veuf de l'actrice Natasha Richardson (fille de l'actrice Vanessa Redgrave et du réalisateur Tony Richardson), qu'il a rencontrée en jouant la pièce de théâtre Anna Christie en 1993. Il l'a épousée en 1994 et a eu deux fils, Micheál Richardson (en) né en 1995 et Daniel Jack, en 1996. Natasha Richardson est morte des suites d'un accident de ski à Mont-Tremblant, au Québec, le 18 mars 2009,,.

### Carrière

#### 1978-1998
Sa carrière cinématographique débute en 1978 avec l'adaptation cinématographique du roman Le Voyage du pèlerin, un roman de John Bunyan publié en 1678, dans lequel il tient le rôle de l'Évangéliste. Du fait de l'enfance qu'il a eue, l'acteur participe par la suite à plusieurs films dont le scénario est en lien avec la foi : « J'ai été élevé comme un fervent catholique. J'ai été un servant d'autel pendant quelques années quand j'étais enfant. L'Église m'a toujours attiré d'une certaine manière, surtout quand je suis devenu acteur, et je suis certainement en quête de Dieu et de la nature de Dieu. Donc, je suis attiré par elle, je dois l'admettre,. »
Il apparaît dans des films d'aventures comme Excalibur de John Boorman, son premier grand rôle. Durant le tournage, il rencontre Helen Mirren avec qui il sera un temps en couple. Ensuite, il tourne dans Le Bounty avec Mel Gibson et Anthony Hopkins.
« Lorsque je suis allé pour la première fois en Californie en 1986, un producteur de cinéma m'a demandé quelle expérience j'avais. J'ai dit : « Des souris et des hommes (en) de John Steinbeck. » Et il a dit : « Quoi ? Vous avez joué une souris ? »
— Liam Neeson dans Entertainment Weekly en 1994.
Puis vient le drame historique britannique Mission de Roland Joffé en 1986, dans lequel il tient un rôle secondaire aux côtés de Robert De Niro et de Jeremy Irons. Le film dépeint le débat de conscience de Jésuites au XVIIIe siècle lorsqu'on leur demande d'abandonner leur mission auprès des Guaranis, en Amérique du Sud. Si la plupart des journalistes américains sont mitigés devant le film, celui-ci obtient la Palme d'or durant le Festival de Cannes 1986, l'Oscar de la meilleure photographie, ainsi que trois BAFTA et deux Golden Globes,,,,,.
En 1987, il joue dans le film Suspect dangereux, où il tient le rôle d'un sans-abri sourd et muet accusé de meurtre.
En 1988, il joue face à Diane Keaton dans le Le Prix de la passion de Sue Miller.
Le rôle principal du film Le Cercle des poètes disparus  sorti en 1989 devait lui revenir, mais le remplacement du réalisateur Jeff Kanew par Peter Weir lui fait perdre le rôle et celui-ci revient à Robin Williams.
L'année d'après, il incarne un vengeur tragique défiguré par la mafia dans le rôle-titre du Darkman de Sam Raimi, connu à l'époque pour ses films de Série B horrifique Evil Dead (1981) et Evil Dead 2 (1987). Le film Rated R reçoit de bons retours et connait un succès financier. Si Neeson se voit attribuer le premier rôle dans le film, ce n'est pas l'unique raison qui le pousse à accepter l'offre : « Le scénario a séduit le petit garçon en moi parce que je sais que cela aurait été quelque chose que j'aurais aimé voir lors d'une matinée du samedi en grandissant en Irlande,. » Au sujet du tournage, il déclare : « Le tournage du film a été épuisant, notamment à cause des longues heures passées sur la chaise pour le maquillage qui durait cinq heures, mais nous avons réduit ce temps de processus à un peu plus de trois heures. En même temps, je me préparais également à jouer un boxeur à mains nues dans un film The Big Man qui devait être tourné en Écosse immédiatement après la fin de Darkman, alors je réglais mon réveil à environ 3 heures du matin afin de faire une séance d'entraînement comme préparation, donc les journées étaient définitivement longues et pour la plupart fatigantes. Mais le facteur d'épuisement était d'une manière étrange assez agréable. J'ai certes mené une existence très monacale pendant plusieurs mois,. »
Puis, sur recommandation de Diane Keaton, Woody Allen l'ajoute à la distribution de son film Maris et Femmes en 1992. Dans l'habituelle distribution d'ensemble du cinéaste qui comprend notamment Judy Davis, Sydney Pollack, Mia Farrow ou encore Juliette Lewis, Neeson incarne Michael, « un jeune éditeur beau et intensément sincère qui a très envie de se marier »,. Il déclare en 1994 au sujet du film : « Woody Allen n'est pas le genre de réalisateur qui interprète les motivations de votre personnage à votre place […] alors j'ai décidé de le jouer comme je le ferais si j'étais dans cette situation dans la vraie vie. Être juste un peu calme au milieu de la situation qui tourbillonne autour de moi,. La même année, Liam Neeson joue dans  Une lueur dans la nuit de David Seltzer  et  En toute bonne foi de Richard Pearce. »
La consécration et la notoriété arrivent en 1993 pour son interprétation d'Oskar Schindler dans La Liste de Schindler de Steven Spielberg, pour lequel il est nommé à l'Oscar du meilleur acteur. Si Kevin Costner ou encore Mel Gibson sont intéressés pour jouer le rôle, le cinéaste choisit Neeson en décembre 1992 après l'avoir vu joué dans la pièce Anna Christie (en).
Ressortant fort de ce succès, l'acteur se voit proposer d'interpréter l'un des personnages les plus populaires de la littérature et du cinéma britanniques. On lui propose ainsi de succeder à Timothy Dalton pour incarner l'agent secret du MI6 James Bond dans le film GoldenEye. Intéressé par le rôle, il le décline par amour, comme il l'explique en février 2023 au magazine Rolling Stone : « Je connais les Broccoli. Ils cherchaient plusieurs acteurs. La Liste de Schindler venait de sortir et Barbara [Broccoli] m'a appelé à plusieurs reprises pour me demander si j'étais intéressé. Et j'ai répondu : “Oui, je serais intéressé.” Puis ma chère épouse, paix à son âme, m'a dit, alors que nous tournions le film Nell dans les Carolines : “Liam, je veux te dire quelque chose : si tu joues James Bond, nous ne nous marierons pas !”[…] Elle m'a sorti un ultimatum jamesbondesque,. »
Si l'acteur ne devient pas le nouvel agent 007, il se spécialise dans les rôles de personnages courageux et révolutionnaires. En témoignent Rob Roy de Michael Caton-Jones et Michael Collins de Neil Jordan, ou encore les Misérables où il tient le rôle du célèbre Jean Valjean. Rôle spécial à ses yeux, il déclare au sujet de l'œuvre que c'est en rapport avec « la nature du pardon. Je pense que Les Misérables est là-haut avec Guerre et Paix comme probablement le plus grand morceau de littérature qui ait jamais été écrit. Cela explique quelque chose sur le potentiel de ce que l'humanité est capable de faire,. »

#### 1998-2008
En 1998, il est membre du jury du 4e Festival du cinéma américain de Deauville, sous la présidence du réalisateur français Jean-Paul Rappeneau.

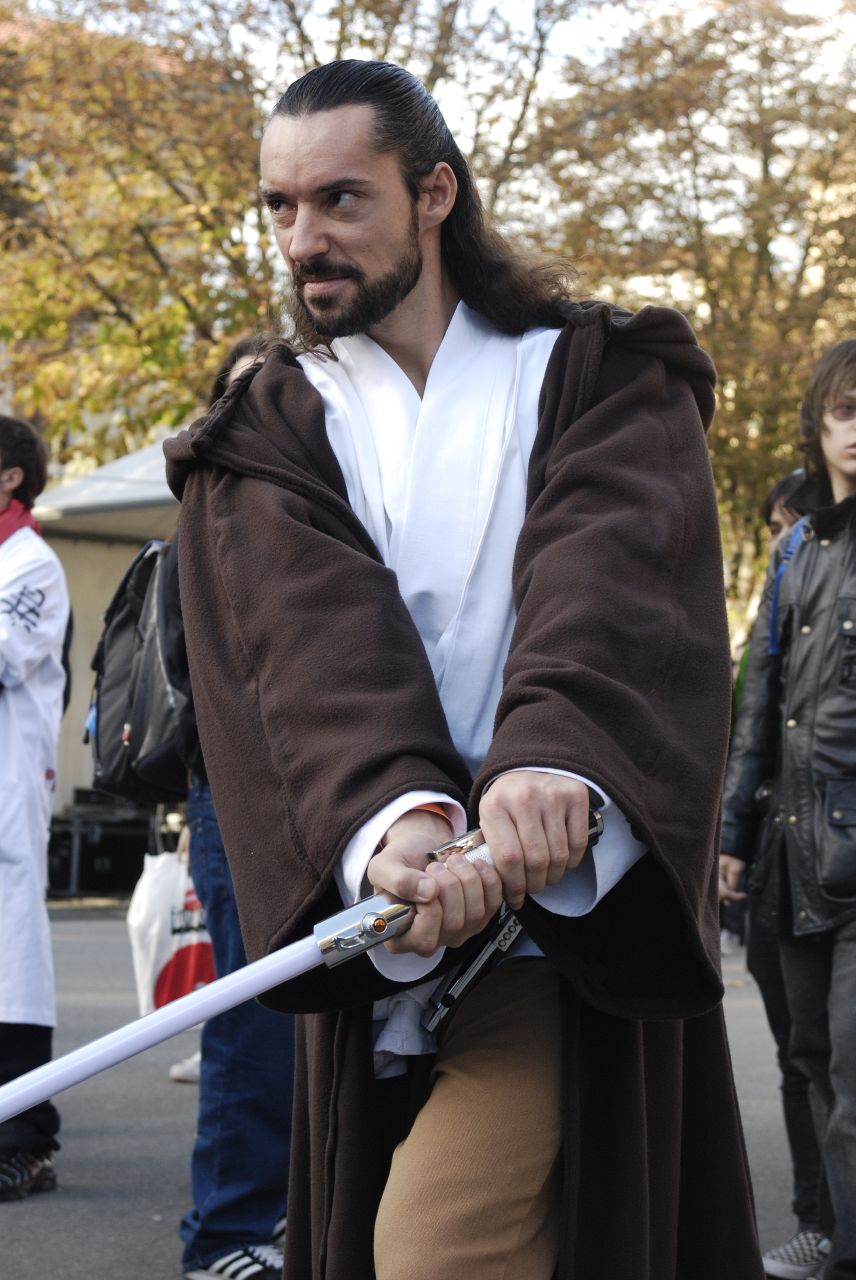
Cosplay du Jedi Qui-Gon Jinn, son personnage dans le film Star Wars, épisode I : La Menace fantôme sorti en 1999.

Continuant sur sa lancée, il est choisi par George Lucas pour incarner Qui-Gon Jinn, maître Jedi et mentor d'Obi-Wan Kenobi, qui découvre le jeune Anakin Skywalker dans Star Wars, épisode I : La Menace fantôme. Si Lucas envisage au départ un acteur américain pour le rôle, son choix s'est finalement porté vers l'acteur irlandais : « C'est super de caster un acteur qui est considéré comme un maître acteur, que les autres acteurs admirent, qui a les qualités de force que le personnage exige »,. L'intéressé décrit quant à lui son personnage : « Je pense qu'il est aussi proche que possible du vieux sage guerrier qui a une confiance suprême[...]Qui-Gon est comme un guerrier samouraï qui a de grands pouvoirs et de l'humilité »,. Au sujet de la saga : « Ces films puisent dans un vide[...]Nous avons perdu la tradition orale de la narration, des mythes et des légendes, et Star Wars aide à combler ce vide »,. À sa sortie, ce premier volet de la prélogie reçoit des retours controversés. Si au fil des années le film semble avoir trouvé son public, l'acteur déclare avoir toujours été « fier » du film, expliquant en 2020 : « J'ai pu être un Jedi. J'ai pu jouer avec ces merveilleux sabres laser[...]C'était génial[...]ça l'était vraiment. ».
La décennie suivante, il incarne le personnage du père Vallon dans le Gangs of New York de Martin Scorsese aux côtés de Leonardo DiCaprio et Daniel Day-Lewis, puis il est un commandant déterminé dans le huis clos sous-marin de Kathryn Bigelow, K-19 : Le Piège des profondeurs (K-19: The Widowmaker), face à Harrison Ford. Il enchaîne avec la comédie sentimentale choral à la distribution prestigieuse, Love Actually (2003) et le biopic Dr Kinsey (2004), où il tient le rôle-titre avec Laura Linney, sa partenaire de jeu des Sorcières de Salem au théâtre. Il apparait également dans Kingdom of Heaven de Ridley Scott, aux côtés d'Orlando Bloom et Eva Green.
En 2005, l'acteur est annoncé dans le film Le Monde de Narnia : Le Lion, la Sorcière blanche et l'Armoire magique, premier volet d'une trilogie qui adapte la série littéraire de fantasy Le Monde de Narnia de C. S. Lewis. Il prête sa voix au lion Aslan, rôle qui devait être tenu par Brian Cox. Expliquant que les films spirituellement édifiants avec des valeurs positives sont « super importants », il déclare avoir « été très honoré d'avoir la chance de jouer le Christ à travers un lion »,.

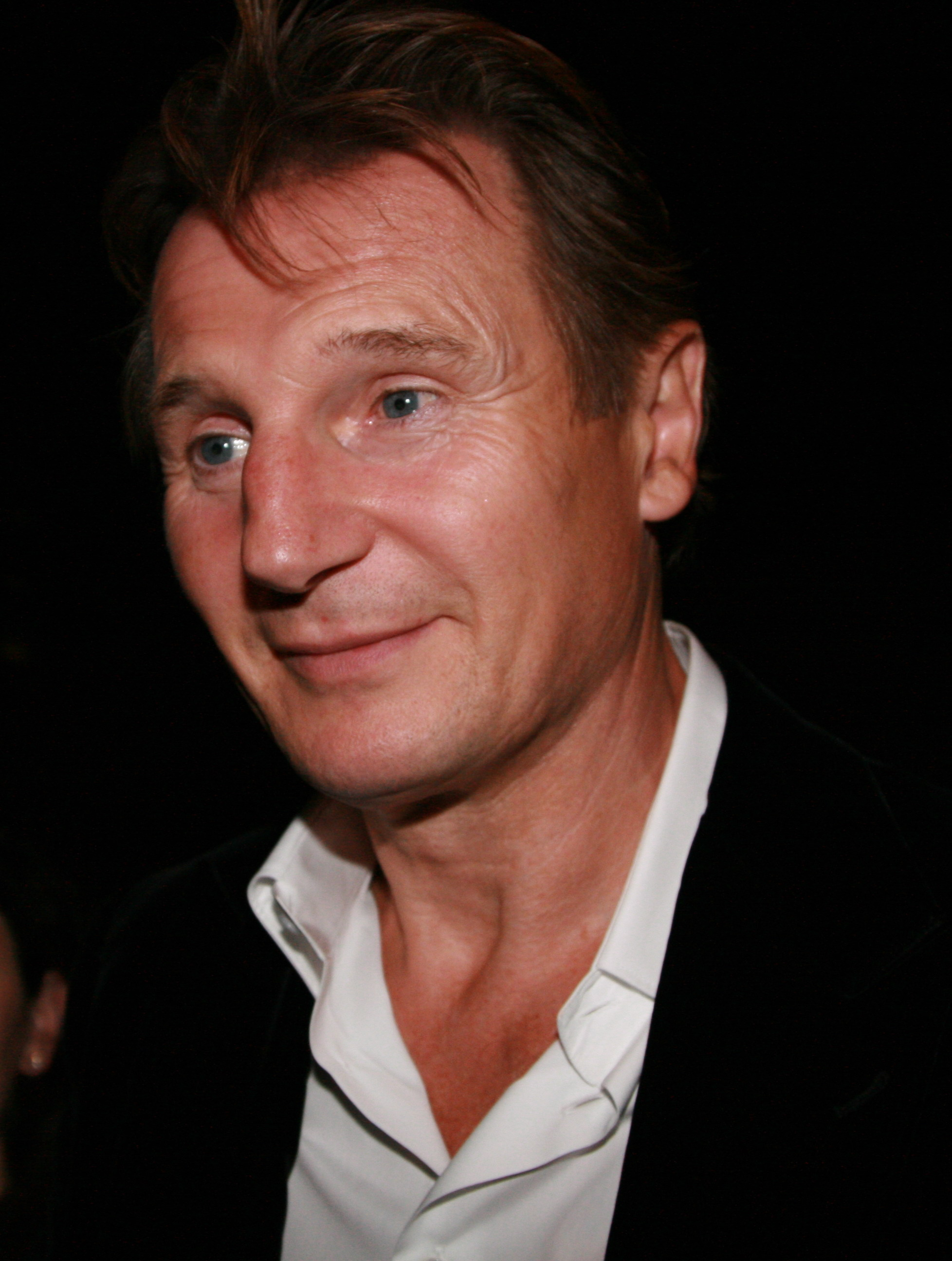
Liam Neeson au Festival international du film de Toronto en 2008.

La même année, le réalisateur Christopher Nolan le choisit pour le rôle du super-vilain Ra's al Ghul dans son film Batman Begins. Son personnage est le mentor de Bruce Wayne/Batman, incarné par Christian Bale, mais devient ensuite son ennemi. Il reprend ce rôle dans le troisième volet des aventures de Batman, The Dark Knight Rises, sorti en juillet 2012. Toujours en 2005, l'acteur est invité dans la sitcom animé Les Simpson. Apparaissant dans l'épisode Le Père, le Fils et le Saint d'esprit de la seizième saison, l'acteur prête sa voix au père Sean.
En 2006, il fait face à Pierce Brosnan dans le western Seraphim Falls de David Von Ancken. Le film se déroule après la guerre de Sécession et met en scène l'acteur dans la peau d'un ex-colonel confédéré qui souhaite tuer un ancien capitaine de l'Union incarné par son compatriote. L'acteur compare son personnage à celui du capitaine Achab qui apparait dans le roman Moby-Dick (1851) : « Il est totalement gouverné par cette idée de vengeance où il a pratiquement perdu son humanité. Vous ne le voyez même pas manger »,. Il mentionne également son rapport avec les westerns : « Comme Pierce, j’étais en quelque sorte imprégné de cette mythologie [des] westerns en grandissant en Irlande. J'étais une sorte de garçon de la campagne, souvent entouré de chevaux. C'était juste un peu dans mon sang. Beaucoup de mes ancêtres irlandais… des millions de personnes ont quitté l'Irlande au milieu du XIXe siècle et sont venus sur ces côtes et ont contribué à la construction de canaux et de voies ferrées, à abattre des bisons, à tuer des Indiens et à mourir pendant la guerre civile. »,.

#### 2008-2018
En 2008, il est un agent secret à la retraite qui veut sauver sa fille dans le film d'action français Taken écrit et produit par Luc Besson. Le film est un succès commercial et récolte 225 000 000 $ pour un budget de 25 000 000 $. Deux suites auxquelles l'acteur participe voient le jour. La même année, il prête sa voix au père du protagoniste du jeu de rôles et d'action post-apocalyptique Fallout 3 de Bethesda Softworks.
En 2009, on le voit dans Chloé d'Atom Egoyan, remake américain du film français Nathalie... réalisé par Anne Fontaine, où il reprend le rôle incarné à l'origine par Gérard Depardieu. La même année, il participe au film de la BBC Five Minutes of Heaven, de l'allemand Oliver Hirschbiegel. L'acteur incarne un membre de la Ulster Volunteer Force qui souhaite le pardon de la part du frère d'un homme qu'il a tué il y a plus de trente ans. Enfin, il est choisi pour incarner le colonel John « Hannibal » Smith dans L'Agence tous risques de Joe Carnahan qui sort l'année suivante. Il reprend ainsi le rôle célèbre tenu par George Peppard dans la série des années 1980, avec à ses côtés les acteurs Bradley Cooper, Quinton Jackson et Sharlto Copley pour compléter le quatuor.
Également en 2010, il est à l'affiche du film Le Choc des Titans dans lequel il tient le rôle de Zeus, père de Persée, le protagoniste incarné par Sam Worthington. Dans cette relecture du film de 1981, l'acteur est de nouveau opposé à Ralph Fiennes dix-sept ans plus tard, celui-ci incarnant son frère Hadès.
Il fait également son retour à la télévision après près de vingt-ans d'absence. Il apparait ainsi dans le rôle d'un homme exerçant l'apipuncture dans un épisode de la comédie dramatique The Big C, menée par son ancienne partenaire de jeu Laura Linney,. Enfin, il fait une brève apparition dans le film Les Trois Prochains Jours de Paul Haggis, avec Russel Crowe et Elisabeth Banks. Dans ce remake du film français Pour elle (2008), Neeson joue le rôle d'un homme qui s'est évadé de prison à plusieurs reprises et qui offre ses conseils à un mari qui souhaite faire évader sa femme.
En 2011, l'acteur reprend le rôle du Jedi Qui-Gon Jinn dans un arc d'épisodes de la troisième saison de la série d'animation Star Wars: The Clone Wars. Il tient également son propre rôle dans la sitcom Un petit brin de vie de Ricky Gervais et Stephen Merchant.

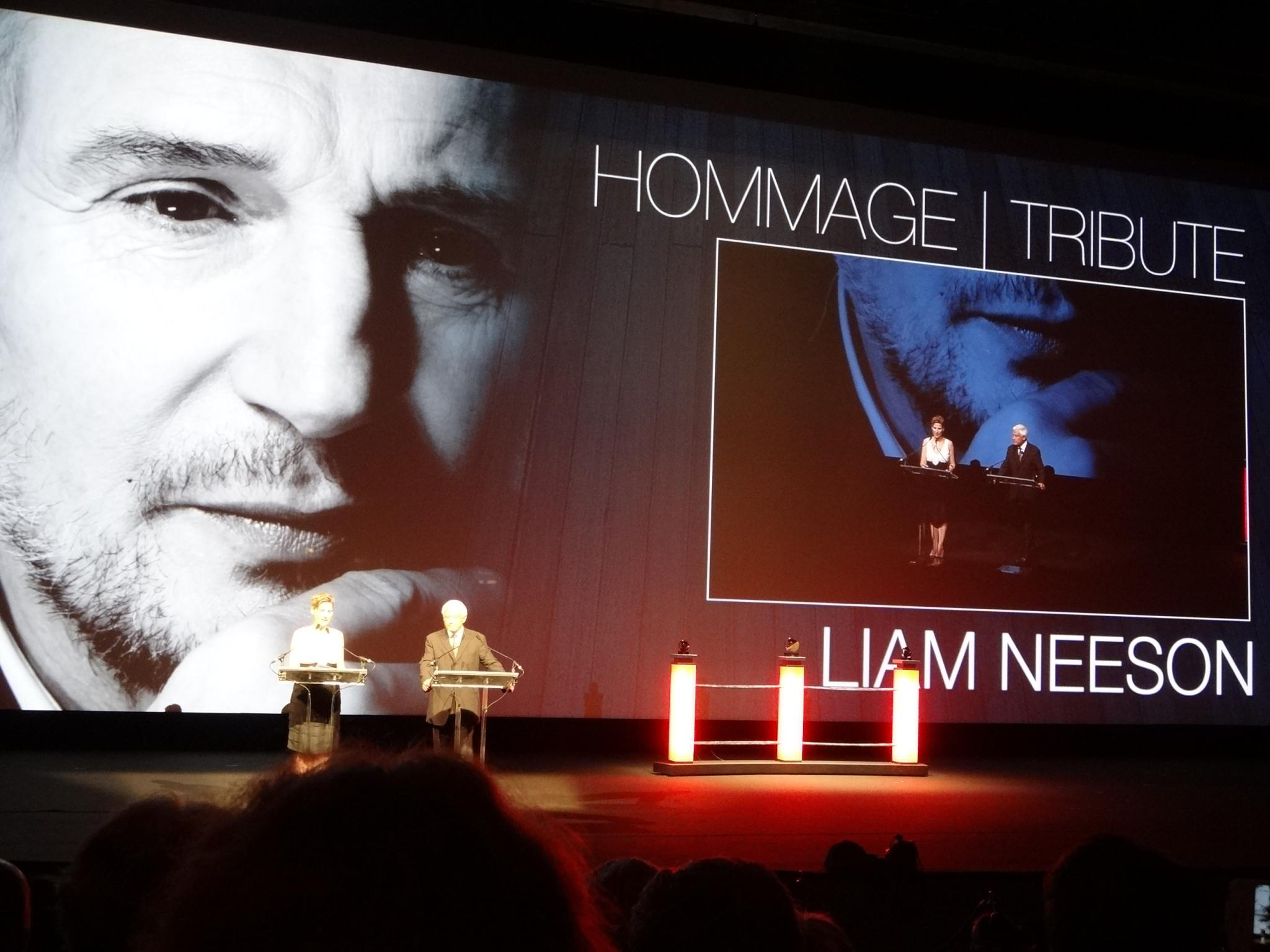
L'acteur est honoré durant le Festival du cinéma américain de Deauville 2012.

En 2012, il reprend son rôle de Bryan Mills dans la suite Taken 2 d'Olivier Megaton. Dans le même temps, l'acteur qui est maintenant sexagénaire est honoré Festival du cinéma américain de Deauville 2012. Délégué général du festival, Lionel Chouchan déclare au sujet de l'acteur : « Liam Neeson est un chevalier. Pas parce qu’il a joué dans la saga Star Wars, de George Lucas et dans Excalibur (1981), de John Boorman. Mais parce qu’il en possède la stature, la droiture, la noblesse, le charisme et le cœur ». Comme réponse, l'intéressé exprime son amour pour les festivals « J’y crois énormément. Cela motive les spectateurs à aller dans les salles, à acheter des places, à nous soutenir et à maintenir en vie notre industrie. Pour moi, le cinéma reste à ce jour la meilleure façon de se divertir, de s’ouvrir aux autres et de s’instruire. ».

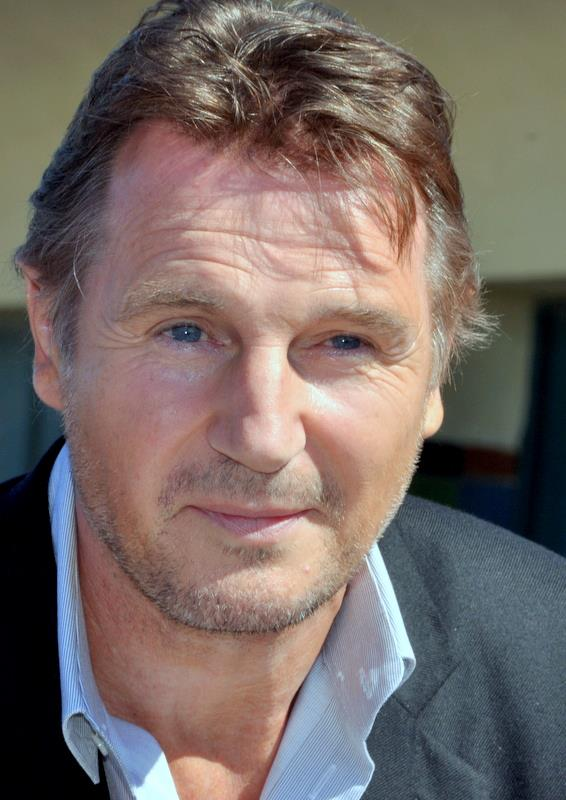
L'acteur en 2012, durant le Festival du cinéma américain de Deauville 2012.

La même année, il est également la tête d'affiche de Le Territoire des loups de Joe Carnahan. Son personnage est décrit comme un « tueur salarié pour une compagnie pétrolière », chargé de tuer les animaux sauvages afin de garantir la protection des travailleurs travaillant à la construction d'un oléoduc en Alaska. Durant un vol, l'avion le ramenant lui et les autres collègues s'écrase, laissant les survivants à l'abandon dans univers hostile et glacial. Le tournage demande une performance énorme à l'acteur pour supporter, à presque soixante ans, des conditions extrêmes, à savoir les territoires gelés de la Colombie-Britannique : « J'ai pensé, « Ça va être impossible de tourner ça », mais j'étais intrigué. [...] Je vais être vraiment honnête. La première semaine a été très, très effrayante. Nous étions à moins 40 degrés… Je me souviens avoir pensé : « Nous n'allons jamais finir ce film. Ça va être physiquement impossible parce que tout ce à quoi vous pensez c'est d'essayer de rester au chaud » »,. Il incarne également l'amiral Shane dans le film Battleship de Peter Berg, un genre de bataille navale grandeur nature entre l'US Navy et une race extraterrestre.
Le 18 mars 2013, il est élu Irlandais de l'année par la ville de New York. La même année, il fait partie de la pluie de caméos lors d'une scène de la comédie Anchorman 2 d'Adam McKay, dans laquelle il tient le rôle d'un journaliste d'History Channel qui affronte ses confrères.
En 2014, il incarne le hors-la-loi Clinch Leatherwood, principal antagoniste du western humoristique A Million Ways to Die in the West avec Seth MacFarlane devant et derrière la caméra. L'acteur fait également ses adieux au personnage de Bryan Mills dans Taken 3, toujours devant la caméra d'Olivier Megaton. Toujours la même année, l'acteur reprend de nouveau le personnage du Jedi Qui-Gon Jinn pour les besoins de la série d'animation Star Wars: The Clone Wars, lui prêtant sa voix dans un épisode de la sixième saison.
Toujours dans l'animation, il fait partie de la large distribution du film La Grande Aventure Lego du duo Phil Lord et Chris Miller, qui met en scène de nombreux personnages Lego originaux ou bien venant de différentes franchises de la culture populaire, allant de DC Comics à Star Wars. L'acteur prête sa voix à Méchant Flic, sous-fifre de Lord Business, l'antagoniste du film.
Figure maintenant établie du cinéma d'action, il retrouve Jaume Collet-Serra pour le film Non-Stop.
Il retrouve également Seth MacFarlane puisqu'il prête sa voix à une version fictive de lui-même dans un épisode de la douzième saison de la série d'animation Family Guy. Les deux hommes ne se quittent plus puisque l'année d'après Neeson se parodie de nouveau dans un épisode de la treizième saison, tout en faisant un caméo dans le Ted 2, réalisé par MacFarlane,.
En 2015, il renoue avec Jaume Collet-Serra pour le thriller d'action Night Run (Run all night). L'acteur campe un tueur à gages qui durant une longue nuit doit protéger son fils distant (Joel Kinnaman) après lui avoir sauvé la vie en tuant le fils de son meilleur ami et patron (Ed Harris), qui cherche à se venger[pas clair]. Dans sa critique, le Hollywood Reporter déclare que l'acteur « fait un pas de plus pour devenir le nouveau Charles Bronson[...] »,.
En 2016, l'acteur prête son timbre de voix au rôle-titre du film de fantasy Quelques minutes après minuit (A Monster Calls) du cinéaste espagnol Juan Antonio Bayona, d'après le roman (en) de Patrick Ness. Opposé au jeune Lewis MacDougall (en), le comédien irlandais assure ainsi durant deux semaines les séances pour la capture de mouvement avec ce dernier en préambule du tournage, en plus de prêter sa voix à l'imposant arbre. Le réalisateur s'explique sur le choix de Neeson pour le rôle : « Il y a quelque chose dans le monstre qui fait écho à un homme d'origine celtique, et la voix de Liam a la personnalité que l'arbre avait[...] »,. Toujours dans la fantasy, il fait la narration du film Le Chasseur et la Reine des glaces de Cédric Nicolas-Troyan. Enfin, il participe au film de guerre Memories of War de Lee Jae-han, d'après la bataille d'Incheon durant la guerre de Corée. Il y tient le rôle du général Douglas MacArthur.
En 2017, il incarne l'agent du FBI Mark Felt dans un film biographique consacré à celui-ci :The Secret Man: Mark Felt de Peter Landesman. Agent plus connu sous le pseudonyme « Deep Throat » après avoir révélé au Washington Post l’affaire du Watergate, causant la chute du président des États-Unis Richard Nixon. Il retrouve également Seth MacFarlane pour un caméo dans la série de science fiction humoristique The Orville.

#### Depuis 2018
De même que de nombreux comédiens qui ont participé à la franchise Star Wars, Liam Neeson reprend en 2019 son rôle dans la saga de manière vocale, celui du maitre Jedi Qui-Gon Jinn, le temps d'une scène de Star Wars, épisode IX : L'Ascension de Skywalker, troisième et dernier volet de la troisième trilogie de Star Wars. Il incarne également Grand T dans Men in Black: International de F. Gary Gray, quatrième volet de la franchise Men in Black mettant en scène pour la première fois le duo Tessa Thompson et Chris Hemsworth. Enfin, il joue un père en quête de vengeance opposé à un cartel de la drogue dans le film d'action enneigé Sang froid. Durant la promotion, l'acteur revient sur la violence de certains films et sur le désir de vengeance : « Je pense que le public vit pour voir [cette violence à l'écran] […] Ils peuvent en quelque sorte vivre par procuration. Les gens disent : “Oui, mais la violence dans les films donne envie aux gens de sortir et de tuer des gens.” Je n’y crois pas du tout. Je pense que le cinéphile moyen pense : “Ouais, frappe-le. Frappe-le.” Et ils tirent une satisfaction de voir quelqu'un d'autre l'exécuter, et ils quittent le cinéma et ils se sentent rassasiés d'une manière ou d'une autre,. »
En 2021, Liam Neeson tient de nouveau le premier rôle d'un film d'action enneigé, à savoir Ice Road de Jonathan Hensleigh disponible sur la plateforme Netflix. L'acteur tient le rôle d'un conducteur de semi-remorque qui doit secourir des mineurs. Une suite intitulée Ice Road 2: Road to the Sky est prévue pour la plateforme Amazon Prime Video.
En 2022, il joue son propre rôle dans le huitième épisode de la troisième saison de la série Atlanta. Apparaissant dans une seule scène, son personnage évoque les propos controversés qu'il a tenus en février 2019 lors d'une entrevue avec le quotidien britannique The Independent, décrivant la conduite qu'il a eue après le viol d'une amie, survenu de nombreuses années plus tôt : « J'ai fait des allées et venues avec une matraque, espérant que j'allais être approché par quelqu'un – j'ai honte de le dire – et je l'ai fait pendant peut-être une semaine, espérant qu'un “bâtard noir” allait sortir d'un pub et s'en prendre à moi sous un prétexte quelconque, vous voyez ? Comme ça j'aurais pu… le tuer,. » Dans un tout autre contexte, il fait un caméo dans la troisième saison de la sitcom britannique Derry Girls, durant lequel il tient le rôle d'un inspecteur de police.
Lors de la Star Wars Celebration organisée la même année, Liam Neeson est annoncé pour reprendre une nouvelle fois le rôle du maitre Jedi Qui-Gon Jinn pour les besoins de la série d'animation Tales of the Jedi diffusée en fin d'année. Il tient en alternance le rôle avec son fils qui prête sa voix à une version plus jeune du personnage. Entretemps, il reprend le rôle devant la caméra dans l'ultime épisode de la série Obi-Wan Kenobi. Il revient sur son retour pour le magazine The Hollywood Reporter : « Je ne voulais certainement pas que quelqu'un d'autre joue Qui-Gon Jinn, et je voulais montrer mon respect pour George [Lucas] et ce monde mythique qu'il a créé. […] De plus, Ewan [McGregor] est un copain, et j'ai adoré travailler avec lui pendant La Menace fantôme il y a 25 ans. »
Toujours en 2022, il retrouve Mark Williams (en) pour le film d'action Blacklight. Il tient également le premier rôle du thriller d'action Mémoire meurtrière (Memory) de Martin Campbell, sur un tueur à gages atteint de la maladie d'Alzheimer refusant d’exécuter un de ses contrats.
Enfin, il devient le nouvel interprète du détective privé Philip Marlowe dans le film Marlowe de Neil Jordan, qui marque la quatrième collaboration entre les deux hommes. Si le personnage est créé par Raymond Chandler en 1939, l'intrigue quant à elle puise dans le roman La Blonde aux yeux noirs. Le Retour de Philip Marlowe de John Banville, paru en 2014. Au sujet du personnage, l'acteur déclare : « Je crois que Philip Marlowe appartient pratiquement au cycle arthurien : il a certaines valeurs morales qu’il cherche à respecter et c’est un solitaire. À mes yeux, c’est un détective privé endurci par la vie et plus rien ne le choque chez l’être humain. »
Courant 2023, l'acteur est attendu dans le thriller d'action Retribution de Nimród Antal, remake du film espagnol Appel inconnu sorti en 2015. Liam Neeson incarne un homme d'affaires qui, alors qu'il conduit avec sa famille, apprend qu'une bombe est placée dans son véhicule, l'obligeant à réaliser plusieurs actions données au téléphone par le poseur de bombe.

## Théâtre
- 1977 : Le Voyage du pèlerin de John Bunyan
- 1980 : Des souris et des hommes de John Steinbeck
- 1980 : Translations (en) de Brian Friel
- 1993 : Anna Christie d'Eugene O'Neill
- 2002 : Les Sorcières de Salem d'Arthur Miller

## Filmographie

### Cinéma

#### Long métrage

##### Années 1970-1980
- 1979 : Le Voyage du pèlerin de Ken Anderson : Evangelist
- 1979 : Christiana de Ken Anderson : Greatheart
- 1981 : Nailed de June Howson : Young Catholic
- 1981 : Excalibur de John Boorman : Gauvain
- 1983 : Krull de Peter Yates : Kegan
- 1984 : Le Bounty (The Bounty) de Roger Donaldson : Charles Churchill
- 1984 : L'Espace d'une vie (A Woman of Substance) de Don Sharp : Blackie O'Neill
- 1985 : The Innocent de John McKenzie : John Carms
- 1985 : Lamb de Colin Gregg : Michael Lamb
- 1986 : Mission (The Mission) de Roland Joffé : Fielding
- 1986 : Delta Force (The Delta Force) de Menahem Golan : Un membre de la Delta Force
- 1986 : Duo pour une soliste (Duet for One) d'Andreï Kontchalovski : Totter
- 1987 : L'Irlandais (A Prayer for Dying) de Mike Hodges : Liam Docherty
- 1987 : Suspect dangereux (Suspect) de Peter Yates : Carl Wayne Anderson
- 1988 : Satisfaction de Joan Freeman : Martin Falcon
- 1988 : La Dernière Cible (The Dead Pool) de Buddy Van Horn : Peter Swan
- 1988 : Le Prix de la passion (The Good Mother) de Leonard Nimoy : Leo Cutter
- 1988 : High Spirits de Neil Jordan : Martin Brogan
- 1989 : Un flic à Chicago (Next of Kin) de John Irvin : Briar Gates

##### Années 1990
- 1990 : Darkman de Sam Raimi : Peyton Westlake / Darkman
- 1990 : The Big Man de David Leland : Danny Scoular
- 1991 : Faute de preuves (en) (Under Suspicion) de Simon Moore : Tony Aaron
- 1992 : Une lueur dans la nuit (Shining Through) de David Seltzer : Franze-Otto Dietrich
- 1992 : Revolver de Chester Dent : Man
- 1992 : Maris et Femmes (Husbands and Wives) de Woody Allen : Michael Gates
- 1992 : En toute bonne foi (Leap of Faith) de Richard Pearce : shérif Will Braverman
- 1993 : Ethan Frome de John Madden : Ethan Frome
- 1993 : Le Rubis du Caire (Ruby Cairo) de Graeme Clifford : Dr Fergus Lamb, Feed the World
- 1993 : La Liste de Schindler (Schindler's List) de Steven Spielberg : Oskar Schindler
- 1994 : Nell de Michael Apted : Dr Jerome 'Jerry' Lovell
- 1995 : Rob Roy de Michael Caton-Jones : Robert Roy McGregor
- 1996 : Le Poids du déshonneur (Before and After) de Barbet Schroeder : Ben Ryan
- 1996 : Michael Collins de Neil Jordan : Michael Collins
- 1998 : Les Misérables de Bille August : Jean Valjean
- 1998 : Everest de David Breashears, Stephen Judson et Greg MacGillivray : voix off
- 1999 : Star Wars, épisode I : La Menace fantôme (Star Wars, Episode I: the Phantom Menace) de George Lucas : Qui-Gon Jinn
- 1999 : Hantise (The Haunting) de Jan de Bont : Dr David Marrow

##### Années 2000
- 2000 : Mafia parano (Gun Shy) d'Eric Blakeney : Charles « Charlie » Mayeaux
- 2002 : K-19 : Le Piège des profondeurs (K-19: The Widowmaker) de Kathryn Bigelow : Capitaine Mikhail Polenin
- 2002 : Gangs of New York de Martin Scorsese : père Vallon
- 2003 : Love Actually de Richard Curtis : Daniel
- 2004 : Dr Kinsey (Kinsey) de Bill Condon : Alfred Kinsey
- 2005 : Kingdom of Heaven de Ridley Scott : Godefroy d'Ibelin
- 2005 : Breakfast on Pluto de Neil Jordan : père Liam McIver
- 2005 : Batman Begins de Christopher Nolan : Henri Ducard / Ra's al Ghul
- 2005 : Le Monde de Narnia : Le Lion, la Sorcière blanche et l'Armoire magique (The Chronicles of Narnia: The Lion, the Witch and the Wardrobe) d'Andrew Adamson : Aslan (voix)
- 2006 : Seraphim Falls de David Von Ancken : Carver
- 2008 : Taken de Pierre Morel : Bryan Mills
- 2008 : The Other Man de Richard Eyre : Peter
- 2008 : Le Monde de Narnia : Le Prince Caspian (The Chronicles of Narnia: Prince Caspian) d'Andrew Adamson : Aslan (voix))
- 2009 : Five Minutes of Heaven d'Oliver Hirschbiegel : Alistair Little
- 2009 : Chloé d'Atom Egoyan : David
- 2009 : Mortal of Death de John Milter : Alan Wilson

##### Années 2010
- 2010 : Le Choc des Titans (Clash of the Titans) de Louis Leterrier : Zeus
- 2010 : After.Life d'Agnieszka Wojtowicz-Vosloo (en) : Eliot Deacon
- 2010 : L'Agence tous risques (The A-Team) de Joe Carnahan : Colonel John « Hannibal » Smith
- 2010 : Les Trois Prochains Jours (The Next Three Days), de Paul Haggis : Damon
- 2010 : Le Monde de Narnia : L'Odyssée du Passeur d'Aurore (The Voyage of the Dawn Treader) de Michael Apted : Aslan (voix))
- 2011 : Sans identité (Unknown) de Jaume Collet-Serra : Martin Harris
- 2012 : Le Territoire des loups (The Grey) de Joe Carnahan : Ottway
- 2012 : La Colère des Titans (Wrath of the Titans) de Jonathan Liebesman : Zeus
- 2012 : Battleship de Peter Berg : Amiral Shane
- 2012 : The Dark Knight Rises de Christopher Nolan : Ra's al Ghul
- 2012 : Taken 2 d'Olivier Megaton : Bryan Mills
- 2013 : Puzzle de Paul Haggis : Michael
- 2013 : Légendes vivantes (Anchorman 2: The Legend Continues) d'Adam McKay : Reporter d'History Channel
- 2014 : Non-Stop de Jaume Collet-Serra : Bill Marks
- 2014 : Albert à l'ouest (A Million Ways to Die in the West) de Seth MacFarlane : Clinch Leatherwood
- 2014 : Balade entre les tombes (A Walk Among the Tombstones) de Scott Frank : Matt Scudder
- 2015 : Taken 3 d'Olivier Megaton : Bryan Mills
- 2015 : Night Run (Run All Night) de Jaume Collet-Serra : Jimmy Conlon
- 2015 : Ted 2 de Seth MacFarlane : un client du supermarché (caméo)
- 2015 : Entourage de Doug Ellin : lui-même[80] (caméo)
- 2015 : Roger Waters The Wall de Sean Evans et Roger Waters : Liam Neeson en entrevue en introduction du film.
- 2016 : Quelques minutes après minuit (A Monster Calls) de Juan Antonio Bayona : le monstre / le grand-père
- 2016 : Le Chasseur et la Reine des glaces (The Huntsman: Winter's War) de Cédric Nicolas-Troyan : le narrateur (non crédité)
- 2016 : Memories of War (인천상륙작전) de Lee Jae-han : Douglas MacArthur
- 2017 : Silence de Martin Scorsese : le père Cristóvão Ferreira
- 2017 : The Secret Man: Mark Felt (Mark Felt: The Man Who Brought Down the White House) de Peter Landesman : Mark Felt
- 2018 : The Passenger (The Commuter) de Jaume Collet-Serra : Michael McCauley
- 2018 : La Ballade de Buster Scruggs (The Ballad of Buster Scruggs) de Joel et Ethan Coen : l'impresario
- 2018 : Les Veuves (Widows) de Steve McQueen : Harry Rawlings
- 2019 : Sang froid (Cold Pursuit) de Hans Petter Moland : Nelson "Nels" Coxman
- 2019 : Men in Black: International de F. Gary Gray : Grand T (High T en VO)
- 2019 : Ordinary Love de Lisa Barros D'Sa et Glenn Leyburn : Tom
- 2019 : Star Wars : L'ascension de Skywalker de J. J. Abrams : Qui-Gon Jinn (voix)

##### Années 2020
- 2020 : Made in Italy de James D'Arcy : Robert Foster
- 2020 : The Good Criminal (Honest Thief) de Mark Williams : Tom Carter
- 2021 : Le Vétéran (The Marksman) de Robert Lorenz : Jim Hanson
- 2021 :  Ice Road de Jonathan Hensleigh : Mike
- 2022 : Blacklight de Mark Williams : Travis Block
- 2022 : Mémoire meurtrière (Memory) de Martin Campbell : Alex Lewis
- 2022 : Marlowe de Neil Jordan : Philip Marlowe
- 2023 : Retribution de Nimród Antal : Matt Turner
- 2023 : Saints and Sinners de Robert Lorenz : Finbar Murphy
- 2024 : Absolution de Hans Petter Moland : le tueur (crédité Thug)
- 2025 : Ice Road: Vengeance de Jonathan Hensleigh : Mike McCann
- 2025 : Y a-t-il un flic pour sauver le monde ? (The Naked Gun) d'Akiva Schaffer : Frank Drebin Jr.
- 2025 : Cold Storage de Jonny Campbell : Robert Quinn
- 2026 : Hotel Tehran de Guy Moshe : Larry
- 2026 : 4 Kids Walks Into a Bank de Frankie Shaw : Danny
- 2026 : The Mongoose de Mark Vanselow : Ryan "Fang" Flanagan

#### Longs métrages d'animation
- 2008 : Ponyo sur la falaise (Ponyo) de Hayao Miyazaki : Fujimoto (Doublage, version anglophone)
- 2014 : La Grande Aventure Lego (The Lego Movie) de Phil Lord et Chris Miller : le Méchant Flic
- 2014 : Le Prophète (The Prophet) de Roger Allers : Mustafa
- 2014 : Opération Casse-noisette (The Nut Job) de Peter Lepeniotis : Raton

### Télévision

#### Séries télévisées
- 1978 : Play for Today (série télévisée) - Saison 9, épisode 4 : Dermot
- 1980 : BBC2 Playhouse (série télévisée) - Saison 7, épisode 6 : Blacksmith
- 1981 : Charlie Was a Rich Man (TV) de William Brayne :
- 1984 : Ellis Island, les portes de l'espoir (Ellis Island) (TV) de Jerry London : Kevin Murray
- 1985 : L'Épée du sorcier (Arthur the King) (TV) de Clive Donner : Grak
- 1986 : Si c'était demain ou Les Diamants de la vengeance (If Tomorrow Comes) (TV) de Jerry London : insp. André Trignant
- 1986 : Deux Flics à Miami (Miami Vice) (série télévisée) - Saison 3, épisode 1 : Sean Caroon
- 1986 : Hold the Dream (en) (TV) de Don Sharp : Blackie O'Neill
- 1987 : Sweet as You Are (TV) d'Angela Pope : Martin Perry
- 1987 : Sworn to Silence (TV) de Peter Levin : Vincent Cauley
- 2010 : The Big C : l'homme abeille (saison 1, épisode 12)
- 2011 : A Child's Garden of Poetry d'Amy Schatz (téléfilm) :  (téléfilm, voix)
- 2011 : Un petit brin de vie (Life's Too Short) : lui-même (saison 1, épisode 1)
- 2017 : The Orville de Seth MacFarlane : : Jahavus Dorahl (saison 1, épisode 4)
- 2022 : Obi-Wan Kenobi  : Qui-Gon Jinn (saison 1, épisode 6)
- 2022 : Derry Girls : Chef Constable Byers (saison 3, épisodes 1 et 7)
- 2022 : Atlanta : lui-même (saison 3, épisode 8)

#### Séries d'animation
- 2005 : Les Simpson (The Simpsons) - (Saison 16, épisode 21) : le père Sean
- 2011 et 2014 : Star Wars: The Clone Wars (Star Wars: Clone Wars) - (saison 3, épisodes 15 et 17 et saison 6, épisode 11) : Qui-Gon Jinn
- 2014-2015 : Les Griffin : (Family Guy) : lui-même (saison 12 épisode 11 et saison 13 épisode 17)
- 2016 : Star Wars Rebels - (saison 4, épisode 13) : Qui-Gon Jinn (archive de la série Star Wars: The Clone Wars)
- 2022 : Tales of the Jedi : Qui-Gon Jinn

### Voix off
- 1996 : The Great War and the Shaping of the 20th Century (série télévisée) - Saison 1, épisodes 2, 4 et 8 : Adolf Hitler / John Lucy
- 2000 : The Endurance de Robert Butler
- 2014 : Road (documentaire) de Michael Hewitt et Dermot Lavery

## Ludographie
- 2008 : Fallout 3 : James, le père

## Discographie

### Participation
- 2010 : voix parlée dans la chanson March to Battle (Across the Rio Grande) de l'album San Patricio du groupe The Chieftains et Ry cooder

## Distinctions

### Récompenses
Mostra de Venise
- 1996 : Coupe Volpi du meilleur acteur pour Michael Collins

British Independent Film Awards
- 2010 : Variety Award

### Nominations
Oscar
- 66e cérémonie des Oscars 1994 : Meilleur Acteur pour La Liste de Schindler (1993).

Saturn Award
- 17e cérémonie des Saturn Awards 1991 : Meilleur Acteur pour Darkman (1990).
- 26e cérémonie des Saturn Awards 2000 : Meilleur Acteur pour Star Wars, épisode I : La Menace fantôme (1999).
- 32e cérémonie des Saturn Awards 2006 : Meilleur Acteur pour Batman Begins (2005).

BAFTA
- 47e cérémonie des British Academy Film Awards 1994 : Meilleur Acteur pour La Liste de Schindler (1993).

Blockbuster Entertainment Award
- 2000 : Meilleur Acteur pour Star Wars, épisode I : La Menace fantôme
- 2000 : Meilleur Acteur pour Hantise

Chicago Film Critics Association Awards
- 9e cérémonie des Chicago Film Critics Association Awards 1997 : Meilleur Acteur dans un film dramatique pour Michael Collins (1996).

Dallas-Fort Worth Film Critics Association Awards
- 1994 : Meilleur Acteur dans un film dramatique pour La Liste de Schindler (1993).

Fangoria Chainsaw Awards
- 1994 : Meilleur Acteur dans un film d'aventure pour Le Territoire des loups

Golden Globes
- 51e cérémonie des Golden Globes 1994 : Meilleur Acteur dans un film dramatique pour La Liste de Schindler (1993).
- 54e cérémonie des Golden Globes 1997 : Meilleur Acteur dans un film dramatique pour Michael Collins (1996).
- 62e cérémonie des Golden Globes 2005 : Meilleur Acteur dans un film dramatique pour Dr Kinsey

Independent Spirit Awards
- 2010 : Meilleur acteur dans un film dramatique pour Dr Kinsey

Irish Film and Television Awards
- 2005 : Meilleur acteur dans une série TV pour Five Minutes of Heaven

London Critics Circle Film Awards
- 2006 : Meilleur acteur dans un film dramatique pour Dr Kinsey

MTV Movie Awards
- 2000 : Meilleur combat pour Star Wars, épisode I : La Menace fantôme partagé avec Ewan McGregor et Ray Park

People's Choice Awards
- 2013 : Meilleur acteur dans un film dramatique pour Taken 2
- 2013 : Meilleur acteur dans un film dramatique pour The Dark Knight Rises

Phoenix Film Critics Society Awards
- 2004 : Meilleur distribution pour Love Actually

Razzie Awards
- 2013 : Pire acteur pour La Colère des Titans
- 2013 : Pire acteur pour Battleship

Satellite Awards
- 2005 : Meilleur Acteur dans un film dramatique pour Dr Kinsey

Vancouver Film Critics Circle
- 2005 : Meilleur Acteur dans un film dramatique pour Dr Kinsey

## Voix francophones
En France, Frédéric van den Driessche est la voix française régulière de Liam Neeson. Plusieurs comédiens ont doublé en alternance Liam Neeson avant que Frédéric van den Driessche le double de façon récurrente. Richard Darbois l'a notamment doublé à huit reprises. Samuel Labarthe et Claude Giraud l'ont doublé respectivement lors de sept et cinq occasions. Claude Giraud le double notamment dans La Liste de Schindler et Batman Begins tandis que Samuel Labarthe le double notamment dans le film Star Wars, épisode I : La Menace fantôme, Le Choc des Titans et sa suite, L'Agence tous risques et remplace Claude Giraud pour The Dark Knight Rises. Patrick Floersheim le double dans Le Prix de la passion ainsi que dans Légendes vivantes et remplace Omar Sharif dans les films Narnia à partir du second volet. Occasionnellement, il a aussi été doublé à trois reprises par Daniel Beretta dans The Big Man, K-19 : Le Piège des profondeurs et Battleship ainsi qu'à deux reprises par Julien Thomast dans Mission et la série Si c'était demain, Bernard Métraux dans En toute bonne foi et Mafia parano et par Philippe Résimont dans After.Life et Memories of War.
Au Québec, Éric Gaudry est la voix québécoise régulière de l'acteur. Denis Mercier l'a doublé à six reprises.
- Versions françaises :
  - Frédéric van den Driessche dans Kingdom of Heaven, trilogie Taken, Le Territoire des loups, Balade entre les tombes, Quelques minutes après minuit, etc.
  - Richard Darbois dans Faute de preuves, Le Rubis du Caire, Les Misérables, Love Actually, Five Minutes of Heaven, etc.
  - Samuel Labarthe dans Star Wars, épisode I : La Menace fantôme, Le Choc des Titans, La Colère des Titans, L'Agence tous risques (film), The Dark Knight Rises, etc.
  - Claude Giraud dans La Liste de Schindler, Batman Begins, etc.
  - Michel Papineschi dans The Endurance

- Versions québécoises (la liste indique les titres québécois) :
  - Éric Gaudry dans K 19 : Terreur sous la mer, Hors de moi, Peur grise, Bataille navale, Entre les tombes, etc.
  - Denis Mercier dans L'amour, tout simplement, Le Choc des Titans, trilogie Les Chroniques de Narnia, etc.